# Herbert Post
Herbert Max Otto Post (* 13. Januar 1903 in Mannheim; † 9. Juli 1978 in Bayersoien) war ein deutscher Schriftkünstler, Typograf und Buchgestalter.

## Leben
Er wuchs in einem musischen Elternhaus auf, das ihn in der Kindheit und in seiner künstlerischen Entwicklung wesentlich beeinflusst hat. Er wollte Maler und Grafiker werden. Um die Voraussetzung für die Aufnahme auf die Fachschule für Buch- und Kunstgewerbe Frankfurt voll zu erfüllen, erlernte er zunächst den Beruf eines Schriftsetzers. Er studierte bei Albert Windisch. Von 1921 bis 1924 besuchte er die Kunstgewerbeschule Offenbach am Main (heute: Hochschule für Gestaltung Offenbach am Main) in der er Meisterschüler bei Rudolf Koch wurde und der ihn für den begabtesten Schüler seiner „Offenbacher Werkgemeinschaft“ hielt.
Paul Thiersch, der Leiter der Kunstgewerbeschule Burg Giebichenstein in Halle (Saale), holte ihn 1926 an seine Lehranstalt, wo er 1930 die Schriftklasse und Buchdruckwerkstatt führte. Eine seiner Schülerinnen war Irene Hein. Herbert Post war der letzte aus der Reihe großer Lehrer, wie Jan Tschichold, Paul Renner und Georg Trump, die an der Meisterschule wirkten. Nachdem diese in eine Höhere Technische Lehranstalt umgewandelt war, änderten sich die Lehrpläne. Die künstlerischen Fächer wurden zu Gunsten technischer Fächer, auch wegen der gewaltigen technischen Umwälzungen in der Druckindustrie, eingeschränkt. Eine Entwicklung, die Herbert Post, der Schriftkünstler, nicht mittragen wollte. 1950 ging Post aus der DDR in die Bundesrepublik. 1967 zog er sich ins Privatleben zurück und widmete sich wieder ganz seiner künstlerischen Arbeit. Er wandte sich auch verstärkt der Herbert Post Presse (1953 gegründet) zu, einer der Privatpressen, die nach dem Zweiten Weltkrieg entstanden sind, wie die Grillenpresse von Richard von Sichowsky oder die Otto Rohse Presse.
Ein Höhepunkt in seinem Leben wurde seine neue Lehrtätigkeit an der Internationalen Sommerakademie für Bildende Kunst in Salzburg, von Oskar Kokoschka ins Leben gerufen, wo er 1976 und 1977 Schriftkunst und Typografie unterrichtete. Eine erneute Berufung im Sommer 1978 konnte er nicht mehr wahrnehmen. Er starb kurz vorher an Herzschwäche an seinem Urlaubsort.
Herbert Post war seit 1947 in Lebens- und Künstlergemeinschaft mit seiner Schülerin und Assistentin Annette Büttner, spätere Annette Lachenmann (1927–2022), verbunden. Gemeinsam mit der Schriftkünstlerin, Malerin und freien Grafikerin wurde er Förderer des Komponisten Helmut Lachenmann, dessen erste Partituren in der Herbert Post Presse erschienen. Herbert Post und Annette Lachenmann sind gemeinsam in Unterschleißheim bei München begraben.

## Schüler
- Elsa Dietzel

- Fritz Freitag
- Gerhard Hoehme
- Annette Lachenmann (geb. Büttner)
- Isolde Schmitt-Menzel
- Inge Tim

## Schriften von Herbert Post
- Post Versal (1932)
- Post Fraktur (1935)
- Post Versal halbfett (1937)
- Post Antiqua (1939)
- Post Antiqua mager (1940)
- Post Fraktur halbfett (1940)
- Post Versal mager (1941)
- Post Kursiv (1943)
- Post Mediäval (1944)
- Post Mediäval kursiv (1944)
- Post Mediäval halbfett (1944)
- Dynamik (1952)
- Marcato (1961)

## Weblink
- https://www.klingspor-museum.de/KlingsporKuenstler/Schriftdesigner/Post/HPost.pdf

| Personendaten    | Personendaten                                         |
| ---------------- | ----------------------------------------------------- |
| NAME             | Post, Herbert                                         |
| ALTERNATIVNAMEN  | Post, Herbert Max Otto (vollständiger Name)           |
| KURZBESCHREIBUNG | deutscher Schriftkünstler, Typograf und Buchgestalter |
| GEBURTSDATUM     | 13. Januar 1903                                       |
| GEBURTSORT       | Mannheim                                              |
| STERBEDATUM      | 9. Juli 1978                                          |
| STERBEORT        | Bayersoien                                            |